# Iván Helguera
Iván Helguera Bujía (* 28. März 1975 in Santander) ist ein ehemaliger spanischer Fußballspieler.

## Karriere

### Verein
Helguera fiel erstmals bei Albacete Balompié während der Saison 1996/97 fußballerisch auf und wurde 1997 von der AS Rom verpflichtet.
Anschließend wechselte er zu Espanyol Barcelona (1999) und 1999 schließlich zu Real Madrid, wo er seine größten Erfolge feierte: Champions-League-Titel 2000 und 2002, spanischer Meister 2001, 2003 und 2007.
Bei Real Madrid wurde er sowohl in der Innenverteidigung als auch im defensiven Mittelfeld eingesetzt. In der Saison 2006/07 zählte Helguera unter dem damaligen Trainer Fabio Capello nicht mehr zur Stammformation. Im Sommer 2007 ging er zum FC Valencia.
Am 12. Dezember 2008 löste er seinen Vertrag beim FC Valencia auf, da er vom neuen Coach Unai Emery kaum eingesetzt wurde. Seitdem war er auf der Suche nach einem neuen Verein, es kam jedoch zu keiner Verpflichtung mehr.

### Nationalmannschaft
Von 1998 bis 2004 spielte er in der spanischen Nationalmannschaft und nahm an den Europameisterschaften 2000 und 2004 sowie an der Weltmeisterschaft 2002 teil. Er spielte in der Innenverteidigung oder im defensiven Mittelfeld.

## Erfolge
- Spanische Meisterschaft: 2001, 2003, 2007
- UEFA Champions League: 2000, 2002
- Spanischer Supercup: 2001, 2003
- UEFA Super Cup: 2002
- Weltpokal: 2002
- Teilnahme an der EM 2000 in Belgien und Niederlande (4 Einsätze)
- Teilnahme an der WM 2002 in Japan und Südkorea (5 Einsätze)
- Teilnahme an der EM 2004 in Portugal (3 Einsätze)

## Sonstiges
Sein jüngerer Bruder Luis Helguera spielt ebenfalls Fußball, er spielte unter anderem für Real Saragossa und die AC Florenz.